# Exèrcit de la República de Bòsnia i Hercegovina
L'Exèrcit de la República de Bòsnia i Hercegovina (en bosnià i serbocroat:  Armija Republike Bosne i Hercegovine, ARBiH) era la força militar de la República de Bòsnia i Hercegovina, creada pel Govern de Bòsnia i Hercegovina el 1992, després de l'esclat de la guerra de Bòsnia. Després del final de la guerra, i la signatura dels Acords de Dayton el 1995, va ser transformat en l'Exèrcit de la Federació de Bòsnia i Hercegovina. A partir de 2005 es va integrar en les Forces Armades de Bòsnia i Hercegovina (OSBIH).

## Història de l'exèrcit de la República de Bòsnia i Hercegovina i Guerra de Bòsnia
L'Exèrcit de la República de Bòsnia i Hercegovina es va formar el 15 d'abril de 1992 durant els primers dies de la guerra de Bòsnia. Abans de la creació oficial de l'ARBiH, es van establir diversos grups paramilitars i de defensa civil. La Lliga Patriòtica (PL) i la Força de Defensa Territorial local de la República de Bòsnia i Hercegovina (TORBiH) eren l'exèrcit oficial mentre que els paramilitars com les unitats Zelene Beretke (Boines Verdes) i Crni Labudovi (Cignes Negres) també estaven actius. Altres grups irregulars inclouen grups de la màfia bosnia, així com col·leccions de policies i soldats de l'antic exèrcit popular iugoslau.
L'exèrcit es va formar en males circumstàncies i patia un subministrament d'armes molt limitat. Les deficiències crítiques incloïen tancs i altres armes pesades. El primer comandant de l'exèrcit va ser Sefer Halilović.